# Василеостровец (гаражный кооператив)
Гаражный кооператив «Василеостровец» — здание в стиле советского модернизма. Расположено в Василеостровском районе Санкт-Петербурга, современный адрес дома — Уральская улица, 31.
Построено в 1979—1986 годах, архитектор О. Голынкин. Рампа для автомобилей находится за фасадом здания, из общего объёма выступает витая лестница. Узкие окна здания расположены вертикально, что возможно благодаря использованию гранёных («как бриллиантовый руст») керамзитобетонных панелей нестандартной формы. В нижней части здания расположены въезды, мойка и сервисы, стены кирпичные, перед ними сделаны квадратные опоры, которые пересекает широкий гладкий фриз.
Здание построено по индивидуальному проекту после развития автомобилизации Ленинграда, предусмотренной Генеральным планом развития города от 1966 года. Использование различных форм (нетиповых проектов) было вызвано желанием разнообразить монотонность массовой застройки.